# Vltavská
Vltavská – stacja linii C metra praskiego (odcinek III.C), położona w dzielnicy Holešovice. Oddana została 3 listopada 1984 roku.